# عملیات معجزه
عملیات معجزه (به عربی: کرامة) یک حمله موفقیت‌آمیز توسط نیروهای خارجی مجاهدین بوسنیایی علیه شهر کرچوین در ۲۱ ژوئیه ۱۹۵۵ بود.